# Charles James Lyall
Sir Charles James Lyall (* 1845; † 1. September 1920 in London) war ein britischer Orientalist und hoher Beamter (u. a. Chief Commissioner ≈ Hauptkommissar) in verschiedenen Provinzen von Britisch-Indien. Zu seinem akademischen Werk zählen Übersetzungen arabischer Poesie.

## Leben
Am 22. Juni 1897 wurde er zum Knight Commander des Order of the Star of India (KCSI) geschlagen und führte fortan das Adelsprädikat „Sir“. 1915 wurde er zum Mitglied (Fellow) der British Academy gewählt.